# 斯洛比德卡-里赫季夫西卡
48°37′26″N 26°24′33″E / 48.62389°N 26.40917°E
斯洛比德卡-里赫季夫西卡（烏克蘭語：Слобідка-Рихтівська），是烏克蘭的村落，位於該國西部赫梅利尼茨基州，由卡緬涅茨-波多利斯基區負責管轄，始建於1700年，面積2.61平方公里，2001年人口1,607，人口密度每平方公里615.7人。